# Canton d'Orléans-3
Le canton d'Orléans-3 est une circonscription électorale française, située dans le département du Loiret et la région Centre-Val de Loire.

## Histoire
Le canton d'Orléans-3 a été créé par la réforme de 2014 définie par le décret du 25 février 2014. Il entre en vigueur à l'occasion des élections départementales de mars 2015.

## Représentation
| Période élective | Période élective | Mandat | Mandat   | Identité         | Nuance | Nuance | Qualité                                                                |
| ---------------- | ---------------- | ------ | -------- | ---------------- | ------ | ------ | ---------------------------------------------------------------------- |
| 2015             | 2021             | 2015   | 2021     | Muriel Cheradame |        | LR     | Sage-femme libérale Adjointe au maire d'Orléans jusqu'en 2020          |
| 2015             | 2021             | 2015   | 2021     | Alain Touchard   |        | DVD    | Logisticien Maire d'Ormes 4ème Vice-Président du Conseil départemental |
| 2021             | 2028             | 2021   | en cours | Mathieu Gallois  |        | PCF    | Adjoint au Maire de Saran                                              |
| 2021             | 2028             | 2021   | en cours | Dominique Tripet |        | PCF    | Conseillère municipale d'Orléans (depuis 2014)                         |

### Résultats détaillés

#### Élections de mars 2015
À l'issue du 1er tour des élections départementales de 2015, deux binômes sont en ballottage : Muriel Cheradame et Alain Touchard (Union de la Droite, 33,49 %) et Philippe Lecoq et Jeanne Soulas (FN, 25,03 %). Le taux de participation est de 48,69 % (10 632 votants sur 21 839 inscrits) contre 49,98 % au niveau départemental et 50,17 % au niveau national.
Au second tour, Muriel Cheradame et Alain Touchard (Union de la Droite) sont élus avec 68,96 % des suffrages exprimés et un taux de participation de 46,29 % (6 115 voix pour 10 110 votants et 21 839 inscrits).

#### Élections de juin 2021
Le premier tour des élections départementales de 2021 est marqué par un très faible taux de participation (33,26 % au niveau national). Dans le canton d'Orléans-3, ce taux de participation est de 31 % (6 928 votants sur 22 348 inscrits) contre 32,6 % au niveau départemental. À l'issue de ce premier tour, deux binômes sont en ballottage : Béatrice Barruel et Alain Touchard (LR, 32,7 %) et Mathieu Gallois et Dominique Tripet (PCF, 31,08 %).
Le second tour des élections est marqué une nouvelle fois par une abstention massive équivalente au premier tour. Les taux de participation sont de 34,36 % au niveau national, 32,79 % dans le département et 31,86 % dans le canton d'Orléans-3. Mathieu Gallois et Dominique Tripet (PCF) sont élus avec 50,79 % des suffrages exprimés (3 379 voix pour 7 124 votants et 22 357 inscrits),,.

## Composition
| Nom                             | Code Insee | Intercommunalité  | Superficie (km2) | Population (dernière pop. légale)                 | Densité (hab./km2) | Modifier                                    |
| ------------------------------- | ---------- | ----------------- | ---------------- | ------------------------------------------------- | ------------------ | ------------------------------------------- |
| Orléans (bureau centralisateur) | 45234      | Orléans Métropole | 27,48            | Fraction : 14 987 (2022) Commune : 116 344 (2022) | 4 234              | modifier les données · modifier les données |
| Ormes                           | 45235      | Orléans Métropole | 18,15            | 4 341 (2022)                                      | 239                | modifier les données · modifier les données |
| Saran                           | 45302      | Orléans Métropole | 19,65            | 16 866 (2022)                                     | 858                | modifier les données · modifier les données |
| Canton d'Orléans-3              | 4515       |                   |                  | 36 194 (2022)                                     |                    | modifier les données                        |

Le canton d'Orléans-3 est une fraction cantonale de la commune d'Orléans. Il comprend :
1. les communes d'Ormes et de Saran,
2. la partie de la commune d'Orléans située au nord et à l'ouest d'une ligne définie par l'axe des voies et limites suivantes : depuis la limite territoriale de la commune de Saint-Jean-de-la-Ruelle, rue des Hauts-Champs, boulevard de Châteaudun, rue de Loigny, place Dunois, rue du Maréchal-Foch, rue de Lahire, rue Caban, rue du Faubourg-Bannier, rue Louis-Pasteur, rue de la Gare, avenue de Paris, rue des Sansonnières, boulevard de Québec, ligne de chemin de fer, jusqu’à la limite territoriale de la commune de Fleury-les-Aubrais.

## Démographie
En 2022, le canton comptait 36 194 habitants, en évolution de +1,78 % par rapport à 2016 (Loiret : +1,89 %, France hors Mayotte : +2,11 %).
| 2013   | 2018   | 2022   |
| ------ | ------ | ------ |
| 34 036 | 35 107 | 36 194 |